# Plebejus lunensis
Plebejus lunensis är en fjärilsart som beskrevs av Ruggero Verity 1919. Plebejus lunensis ingår i släktet Plebejus och familjen juvelvingar. Inga underarter finns listade i Catalogue of Life.